# Les Âmes errantes
Pour plus de détails, voir Fiche technique et Distribution.
Les Âmes errantes est un documentaire français réalisé par Boris Lojkine et sorti en 2007.

## Synopsis
Trente ans après la fin de la Guerre du Viêt Nam, deux anciens combattants vietcongs parcourent les champs de bataille oubliés et les cimetières de soldats inconnus en espérant pouvoir ramener les corps de leurs camarades à leurs familles.

## Fiche technique
- Titre : Les Âmes errantes
- Réalisation : Boris Lojkine
- Scénario : Boris Lojkine
- Photographie : Boris Lojkine
- Son : Lê Tuân Anh
- Montage : Gilles Volta
- Production : 4 à 4 Productions
- Pays de production :  France
- Distribution : Shellac
- Durée : 84 minutes
- Date de sortie : France - 24 janvier 2007

## Distribution
- Dang Van Tho
- Hoang Cong Doan
- Trân Thi Tiêp

## Distinctions

### Récompense
- 2006 : mention spéciale du jury au festival DocAviv à Tel Aviv[1]

### Sélections
- 2006 : 
  - Festival Cinéma du réel
  - Festival international des programmes audiovisuels de Biarritz (FIPA)
  - États généraux du film documentaire (Lussas)